# Федеріко Бровне
Федеріко Бровне (ісп. Federico Browne; нар. 7 квітня 1976) — колишній аргентинський тенісист.
Найвищу одиночну позицію світового рейтингу — 106 місце досяг 25 серпня 2003, парну — 77 місце — 14 червня 2004 року.
Найвищим досягненням на турнірах Великого шолома було 2 коло в одиночному та парному розрядах.

## Фінали турнірів ATP за кар'єру

### Парний розряд: 1 (0–1)
| Результат | В-П | Дата     | Турнір                  | Покриття | Партнер         | Суперники                     | Рахунок            |
| --------- | --- | -------- | ----------------------- | -------- | --------------- | ----------------------------- | ------------------ |
| Поразка   | 0–1 | Лют 2004 | Буенос-Айрес, Аргентина | Ґрунт    | Дієґо Веронельї | Лукас Арнольд Кер Маріано Худ | 5–7, 7–6(7–2), 4–6 |

## Титули на челленджерах

### Одиночний розряд: (3)
| Ранг | Рік  | Турнір           | Покриття | Суперник     | Рахунок          |
| ---- | ---- | ---------------- | -------- | ------------ | ---------------- |
| 1.   | 1999 | Мехіко, Мексика  | Ґрунт    | Гастон Етліс | 4–6, 7–6(4), 6–4 |
| 2.   | 2002 | Донецьк, Україна | Ґрунт    | Зімон Гройль | 6–2, 6–1         |
| 3.   | 2002 | Реюньйон         | Тверде   | Резван Сабиу | 6–0, 4–6, 7–5    |

### Парний розряд: (10)
| Ранг | Рік  | Турнір                  | Покриття | Партнер              | Суперники                           | Рахунок             |
| ---- | ---- | ----------------------- | -------- | -------------------- | ----------------------------------- | ------------------- |
| 1.   | 1998 | Сантьяго, Чилі          | Ґрунт    | Енцо Артоні          | Ермес Гамональ Рікарду Шлахтер      | 6–2, 6–4            |
| 2.   | 2001 | Буенос-Айрес, Аргентина | Ґрунт    | Ігнасіо Ірігоєн      | Гастон Етліс Мартін Родрігес        | 6–4, 7–6(6)         |
| 3.   | 2002 | Київ, Україна           | Ґрунт    | Фред Геммес мол.     | Іраклій Лабадзе Юрій Щукін          | 6–4, 6–3            |
| 4.   | 2002 | Донецьк, Україна        | Ґрунт    | Леонардо Аццаро      | Михайло Єлгін Дмитро Власов         | 6–7(3), 7–6(4), 7–5 |
| 5.   | 2002 | Самарканд, Узбекистан   | Ґрунт    | Рогір Вассен         | Вадим Куценко Олег Огородов         | 3–6, 7–6(3), 7–6(3) |
| 6.   | 2002 | Реюньйон                | Тверде   | Джонатан Ерліх       | Марко К'юдінеллі Ярослав Левинський | 6–1, 4–6, 6–3       |
| 7.   | 2002 | Сан-Паулу, Бразилія     | Тверде   | Рогір Вассен         | Ігнасіо Ірігоєн Енді Рам            | 7–6(0), 7–6(3)      |
| 8.   | 2003 | Берні, Австралія        | Тверде   | Рогір Вассен         | Рафаел Дюрек Ейлун Джонс            | 1–6, 6–3, 6–2       |
| 9.   | 2003 | Реюньйон                | Тверде   | Рогір Вассен         | Фред Геммес мол. Петер Весселс      | 6–1, 6–7(4), 6–3    |
| 10.  | 2004 | Салінас, Еквадор        | Тверде   | Айсам-уль-Хак Куреші | Хосе де Армас Ерік Нуньєз           | 6–3, 6–3            |